# Punta Carretas Rugby
PUCARU - Punta Carretas Rugby (equipo de rugby fundado el 24 de abril de 1991 como Asociación Civil “Punta Carretas Rugby (PUCARU)”, en la ciudad de Montevideo, Uruguay) como una organización deportiva. Actualmente fusionado con un equipo de exjugadores del  Lycée Français de Montevideo, el Stade Gaulois, creándose así el PSG (PUCARU, STADE GAULOIS)

## Reseña biográfica
Asociación Civil Deportiva fundada el 24 de abril de 1991 bajo el nombre de Punta Carretas Rugby (PUCARU).
Con su sede en la Calle Viejo Pancho disputó los campeonatos de primera división de rugby nacional de 1992 a 2004 inclusive.

## Reseña histórica
Fue organizador de Sevens de playa en los años 1996 y 1997 disputados en la playa pocitos como torneos amistosos de verano luego de finalizado el Campeonato de primera división.
Su clásico rival era Los Cuervos Rugby Club, siendo estos encuentros los más apasionantes del torneo.

## Participaciones
- Campeonatos de primera división de 1992 a 2004
- Sevens playa 1996 y 1997
- Gira Inglaterra 1995
- Gira Chile 1997
- Gira Sudáfrica 1999
- Gira Sudáfrica 2001

- Seven de playa 2004:

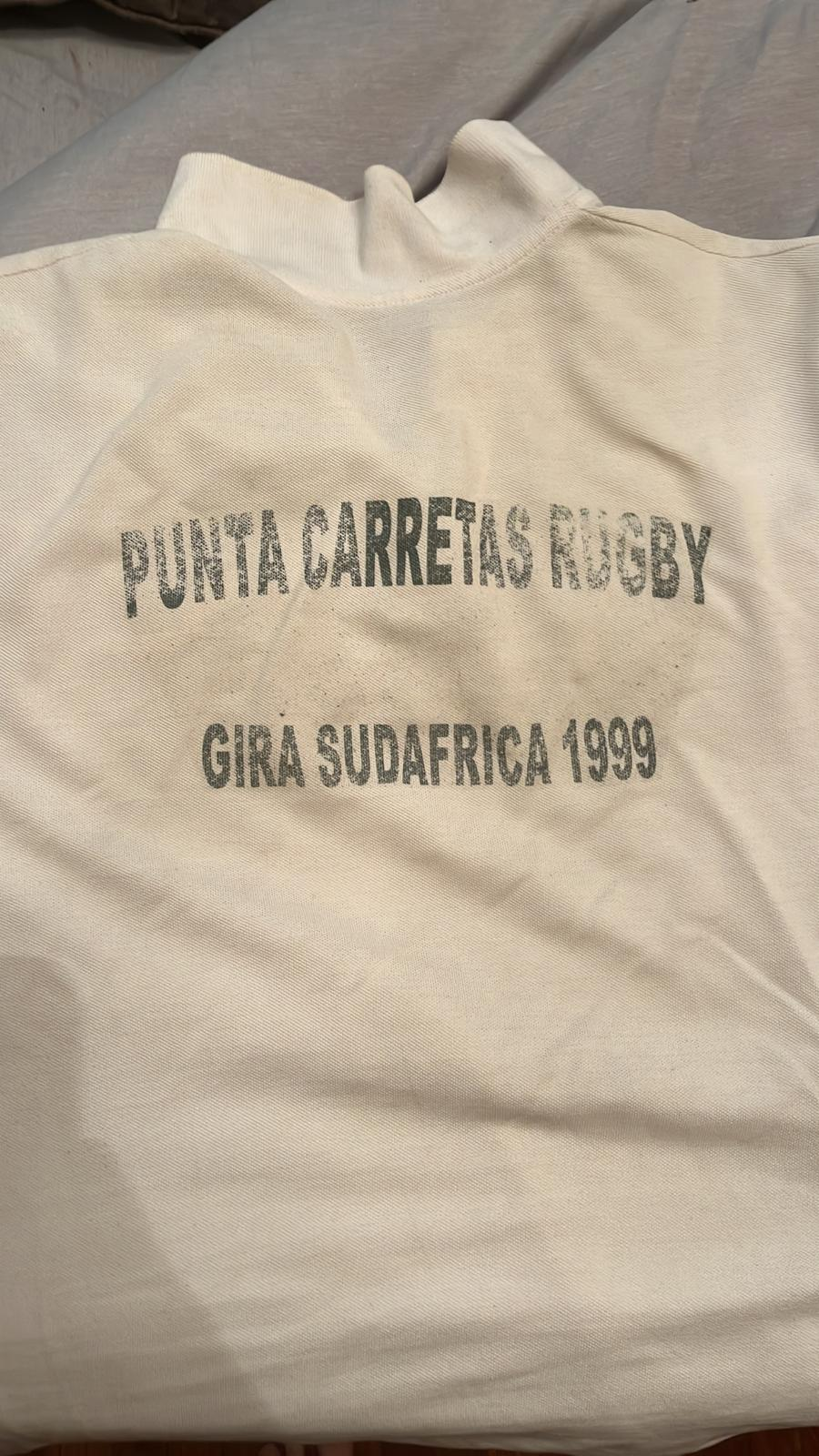
Reverso remera tipo Polo "Gira Sudáfrica 1999"

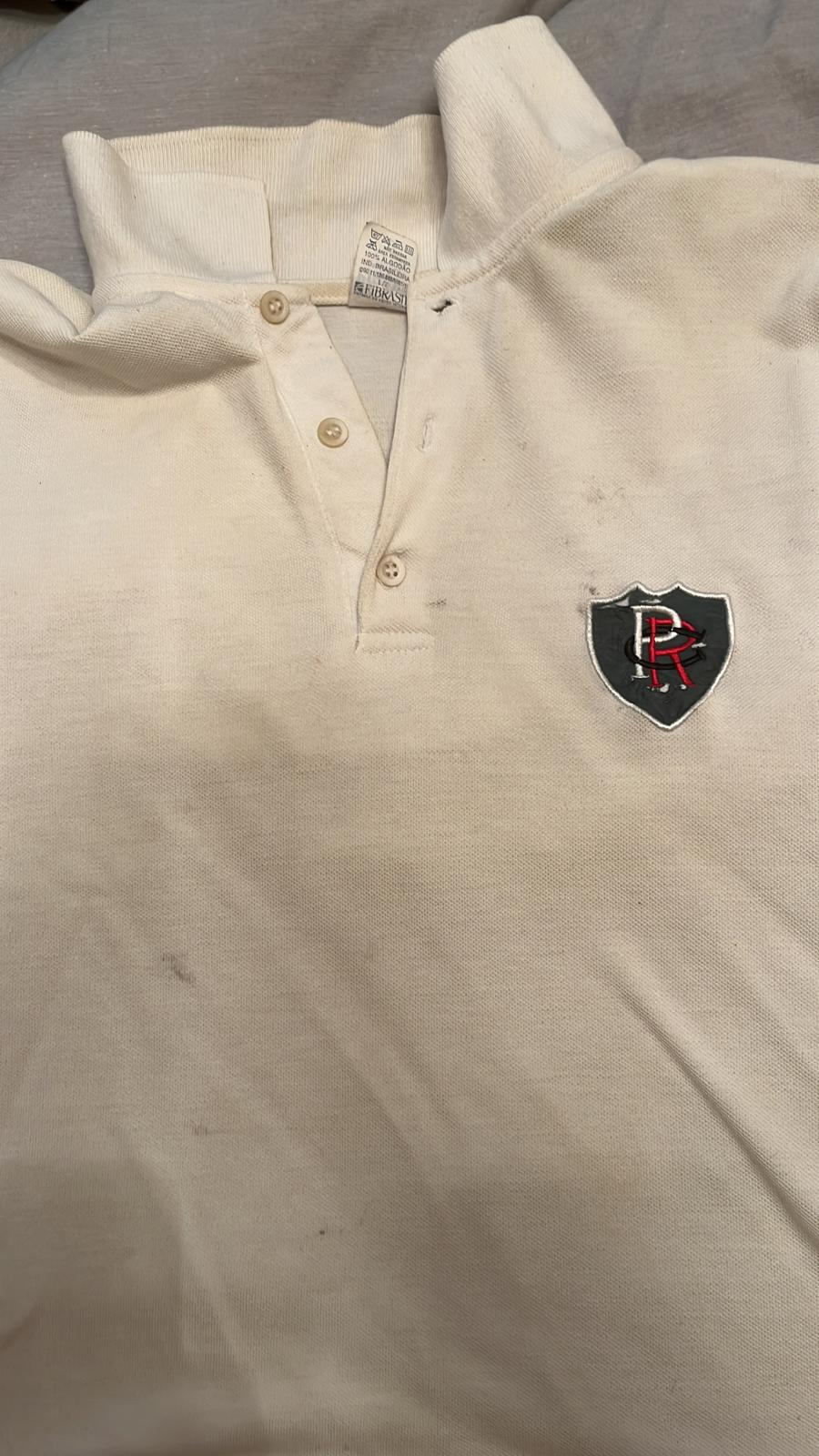
Frente remera tipo Polo "Gira Sudáfrica 1999"

“Pucarú conquistó el octavo Seven Playa de Montevideo, organizado, precisamente, por el club campeón, en la cuarta fecha del Circuito Nacional de Juego Reducido 2004, disputada en la playa de Pocitos. El equipo de Punta Carretas venció por 15 a 5 al conjunto invitación «Disney Galactic» en la final de la Copa de Oro. Por su parte, Stade Gaulois ganó la Copa de Plata al derrotar en la final a Los Cuervos 25 a 15.”

## Uniformes
Evolución de indumentaria 1992 a 2003 
| 1992 - 1996 | 1997 - 1998 | 1999 - 2003 |

Sponsor: Supermercados Disco
Nota: Se diseñaban uniformes exclusivos y alusivos para ocasiones de Sevens de playa como organizadores del evento

## Planteles
- Gira Sudáfrica 1999:

| Posiciones     | Número  | Nombre                          |
| -------------- | ------- | ------------------------------- |
| Primera Línea  | 1 a 3   | 1 Maguila 2 El Boli 3 D. Queijo |
| Segunda Línea  | 4 y 5   | 4 El Grulla 5 R. Fernandez      |
| Tercera Línea  | 6 a 8   | 6 Nacho 7 El Duke 8 E. Dittmann |
| Medio Scrum    | 9       | 9 H. Ponte                      |
| Medio Apertura | 10      | 10 A. Felici (R)                |
| Wing Izquierdo | 11      | 11 I. Duran                     |
| Insides        | 12 y 13 | 12 A. Tomé 13 J. A. Queijo      |
| Wing Derecho   | 14      | 14 El Topo                      |
| Full-Back      | 15      | 15 N. Martínez                  |

DT:  S. Pino

## Anecdotario
Finalizada la Gira Sudáfrica 1999 y habiendo recabado una experiencia única al disputar encuentros con equipos profesionales de primer nivel, de donde surgen jugadores que luego conforman el plantel de la selección nacional, los Springbok (finalizando terceros en el mundial de rugby organizado en País de Gales en el año 1999) compartiendo el Pool A con los Teros venciéndonos 39 a 3, se produce una nueva oportunidad de competir con un equipo internacional de primer nivel. En esta oportunidad visitan Uruguay los All Blacks M19 conocidos como Baby Blacks disputando partidos amistosos e intercambios en lo que respecta a tácticas, entrenamiento, entre otros aspectos que enriquecieron al plantel de PUCAU de aquel entonces.